# Mistrzostwa Świata w Biathlonie 2020
51. Mistrzostwa Świata w Biathlonie odbyły się w dniach 12–23 lutego 2020 roku we włoskim Rasen-Antholz (Anterselva). Były to szóste mistrzostwa świata w biathlonie rozgrywane w tej miejscowości – poprzednie odbyły się w latach 1975, 1976, 1983, 1995 oraz 2007.
Podczas mistrzostw rozegranych zostało dwanaście konkurencji wśród kobiet i mężczyzn: sprint, bieg indywidualny, bieg pościgowy, bieg masowy i sztafeta oraz sztafeta mieszana i pojedyncza sztafeta mieszana.

## Program mistrzostw
| Dzień     | Początek | Konkurencja                  | Liczba uczestników |
| Dzień     | CET      | Konkurencja                  | Liczba uczestników |
| --------- | -------- | ---------------------------- | ------------------ |
| 13 lutego | 14:45    | Sztafeta mieszana            | 4x27               |
| 14 lutego | 14:45    | Sprint kobiet                | 101                |
| 15 lutego | 14:45    | Sprint mężczyzn              | 107                |
| 16 lutego | 13:00    | Bieg pościgowy kobiet        | 59                 |
| 16 lutego | 15:15    | Bieg pościgowy mężczyzn      | 60                 |
| 18 lutego | 14:15    | Bieg indywidualny kobiet     | 100                |
| 19 lutego | 14:15    | Bieg indywidualny mężczyzn   | 104                |
| 20 lutego | 15:15    | Pojedyncza sztafeta mieszana | 2x30               |
| 22 lutego | 11:45    | Sztafeta kobiet              | 4x24               |
| 22 lutego | 14:45    | Sztafeta mężczyzn            | 4x27               |
| 23 lutego | 12:30    | Bieg masowy kobiet           | 30                 |
| 23 lutego | 15:00    | Bieg masowy mężczyzn         | 30                 |

## Medaliści i medalistki
| Konkurencja                  | Złoto                                                                                          | Srebro                                                                                 | Brąz                                                                             | Źr.    |
| ---------------------------- | ---------------------------------------------------------------------------------------------- | -------------------------------------------------------------------------------------- | -------------------------------------------------------------------------------- | ------ |
| Sztafeta mieszana            | Norwegia Marte Olsbu Røiseland · Tiril Eckhoff · Tarjei Bø · Johannes Thingnes Bø              | Włochy Lisa Vittozzi · Dorothea Wierer · Lukas Hofer · Dominik Windisch                | Czechy Eva Puskarčíková · Markéta Davidová · Ondřej Moravec · Michal Krčmář      | [ 1 ]  |
| Sprint kobiet                | Marte Olsbu Røiseland                                                                          | Susan Dunklee                                                                          | Lucie Charvátová                                                                 | [ 2 ]  |
| Sprint mężczyzn              | Aleksandr Łoginow                                                                              | Quentin Fillon Maillet                                                                 | Martin Fourcade                                                                  | [ 3 ]  |
| Bieg pościgowy kobiet        | Dorothea Wierer                                                                                | Denise Herrmann                                                                        | Marte Olsbu Røiseland                                                            | [ 4 ]  |
| Bieg pościgowy mężczyzn      | Émilien Jacquelin                                                                              | Johannes Thingnes Bø                                                                   | Aleksandr Łoginow                                                                | [ 5 ]  |
| Bieg indywidualny kobiet     | Dorothea Wierer                                                                                | Vanessa Hinz                                                                           | Marte Olsbu Røiseland                                                            | [ 6 ]  |
| Bieg indywidualny mężczyzn   | Martin Fourcade                                                                                | Johannes Thingnes Bø                                                                   | Dominik Landertinger                                                             | [ 7 ]  |
| Pojedyncza sztafeta mieszana | Norwegia Marte Olsbu Røiseland · Johannes Thingnes Bø                                          | Niemcy Franziska Preuß · Erik Lesser                                                   | Francja Anaïs Bescond · Émilien Jacquelin                                        | [ 8 ]  |
| Sztafeta kobiet              | Norwegia Synnøve Solemdal · Ingrid Landmark Tandrevold · Tiril Eckhoff · Marte Olsbu Røiseland | Niemcy Karolin Horchler · Vanessa Hinz · Franziska Preuß · Denise Herrmann             | Ukraina Anastasija Merkuszyna · Julija Dżima · Wita Semerenko · Ołena Pidhruszna | [ 9 ]  |
| Sztafeta mężczyzn            | Francja Émilien Jacquelin · Martin Fourcade · Simon Desthieux · Quentin Fillon Maillet         | Norwegia Vetle Sjåstad Christiansen · Johannes Dale · Tarjei Bø · Johannes Thingnes Bø | Niemcy Erik Lesser · Philipp Horn · Arnd Peiffer · Benedikt Doll                 | [ 10 ] |
| Bieg masowy kobiet           | Marte Olsbu Røiseland                                                                          | Dorothea Wierer                                                                        | Hanna Öberg                                                                      | [ 11 ] |
| Bieg masowy mężczyzn         | Johannes Thingnes Bø                                                                           | Quentin Fillon Maillet                                                                 | Émilien Jacquelin                                                                | [ 12 ] |